# Río Herrerías
El río Herrerías, también llamado río San Miguel en su tramo alto, es un río del norte de la península ibérica que discurre por Álava, Burgos y Vizcaya, España.

## Curso
Afluente de río Cadagua, el Herrerías tiene su origen en la ladera de la cumbre de Fuente Anillos de la Sierra Salvada, concretamente en la cueva de San Miguel El Viejo (807 m), y tiene su desembocadura en Güeñes. Al atravesar el centro del pueblo, las aguas del río Herrerías tienen una alta conductividad debido a los vertidos que alcanzan valores de hasta 1.870 µS/cm antes de llegar a la confluencia con el río Cadagua.